# MCI Inc.
MCI, Inc., foi uma empresa de telecomunicações norte-americana, atualmente é uma subsidiária da Verizon Communications, com sede em Ashburn, Virginia. A empresa foi formada originalmente como resultado da fusão da WorldCom e MCI Communications e usou o nome MCI WorldCom sucedido por WorldCom antes de mudar seu nome para a versão atual em 12 de abril de 2003, como parte do fim da empresa resultante de sua falência. A empresa foi negociada na NASDAQ como WACOM (pré-falência) e MCIP (pós-falência). A empresa foi comprada pela Verizon Communications com a finalização negócio em 6 de janeiro de 2006 e agora é identificado como uma divisão da Verizon Soluções Empresariais.